# Manfred Edsberg
Manfred Nils Henning Edsberg (ur. 7 października 1991) – szwedzki zapaśnik walczący w stylu klasycznym. Zajął 21 miejsce na mistrzostwach świata w 2017. Czternasty na mistrzostwach Europy w 2017. Brązowy medalista mistrzostw nordyckich w 2017. Mistrz Szwecji w 2017,2018,2020;  srebro w 2019 i brąz w 2016 roku. Zwycięzca programu telewizyjnego "Glatiators 2016".